# Сауд Харири
Сау́д Харири́ (араб. سعود كريري‎, англ. Saud Khariri; 8 июля 1980, Джизан, Саудовская Аравия) — саудовский футболист, игравший на позиции полузащитника. Выступал за сборную Саудовской Аравии. Участник чемпионата мира 2006 года.

## Карьера

### Клубная
Профессиональную карьеру начал в 2000 году в клубе «Аль-Кадисия» из Эль-Хубара. В 2003 году перешёл в «Аль-Иттихад» из Джидды, в котором играет по сей день, став вместе с командой за это время чемпионом Саудовской Аравии, обладателем Кубка наследного принца Саудовской Аравии, победителем Арабской лиги чемпионов и дважды Лиги чемпионов АФК, а также финалистом первого в истории розыгрыша Саудовского кубка чемпионов.

### В сборной
В составе главной национальной сборной Саудовской Аравии выступает с 2002 года. Участник чемпионата мира 2006 года, на котором сыграл во всех 3-х матчах команды. В 2003 году стал вместе с командой обладателем Кубка наций Персидского залива, а в 2007 году дошёл вместе с командой до финала Кубка Азии, в котором, однако, саудовцы уступили сборной Ирака со счётом 0:1.

## Достижения

### Командные
Финалист Кубка Азии: (1)
- 2007

Обладатель Кубка наций Персидского залива: (1)
- 2003

Чемпион Саудовской Аравии: (1)
- 2006/07

Обладатель Кубка наследного принца Саудовской Аравии: (1)
- 2003/04

Финалист Саудовского кубка чемпионов: (1)
- 2008

Победитель Лиги чемпионов АФК: (2)
- 2004, 2005

Победитель Арабской лиги чемпионов: (1)
- 2004/05